# Raffaello Maffei
Raffaello Maffei OSM (także Raffaello Volterrano, ur. 17 lutego 1451 w Volterrze, zm. 25 stycznia 1522 tamże) – włoski humanista, teolog i historyk. Członek zgromadzenia zakonnego serwitów.

## Życiorys
Był jednym z czworga dzieci Lucii Seghieri i Gherarda di Giovanniego. Jego ojciec pracował jako sekretarz papieski Kaliksta III i Piusa II, a po jego śmierci Raffaello przejął po nim obowiązki. W młodości przebywał w Rzymie, gdzie jego ojciec był profesorem prawa na uniwersytecie – jednak Raffaello izolował się, poświęcając czas sprawom religijnym i studiom teologicznym i filozoficznym. Ponadto uczył się greki pod okiem Jerzego z Trapezuntu. W 1477 udał się na Węgry, do króla Macieja Korwina, wraz z kardynałem Ludwikiem z Aragonii. W latach osiemdziesiątych ożenił się i urodziło mu się dwoje dzieci. Po powrocie do Rzymu, do ok. 1502 roku pracował w Kurii Rzymskiej. Ożenił się i zamieszkał w rodzinnej Volterrze. Resztę życia spędził na wykładaniu filozofii i teologii w akademii, którą sam założył. Wybudował także klasztor klarysek w swoim mieście. Zmarł 25 stycznia 1522 w Volterrze. Został pochowany w grobowcu przy kościele św. Linusa.

## Twórczość
Jego największym dziełem było: Commentariorum rerum urbanarum libri XXXVIII (Rzym, 1506 i Paryż, 1516). Składało się z trzech tomów zatytułowanych „Geografia”, „Antropologia” i „Filologia”. W 1518 Maffei wydał także aneks opisujący życie czterech kolejnych papieży: Sykstusa IV, Innocentego VIII, Aleksandra VI i Piusa III. Przebywając w Volterrze, napisał dwa dzieła filozoficzno-teologiczne: De institutione christiana i De prima philosophia. Jako znawca języka greckiego, przetłumaczył dzieła greckich pisarzy, takich jak Homera, Ksenofonta czy Prokopiusza, a także kazania świętych Andrzeja z Krety i Jana z Damaszku.